# イポリト・ルイス・ロペス

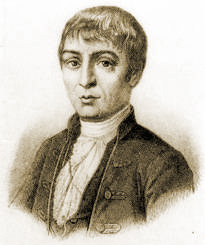
ヒポリト・ルイス・ロペス

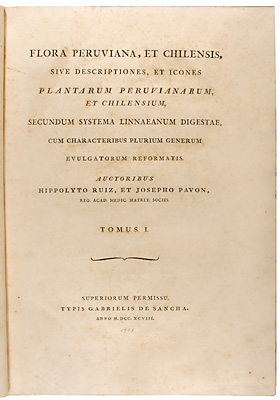
Flora Peruviana, et Chilensisの表紙

イポリト・ルイス・ロペス（Hipólito Ruiz López　または Hipólito Ruiz、1754年8月8日 - 1816年）はスペインの植物学者である。1777年から1788年の間、ホセ・アントニオ・パボン・ヒメネス（José Antonio Pavón Jiménez）らとともに南米のペルーとチリの植物調査を行った。

## 生涯
ベロラードで生まれた。司祭であった叔父からラテン語を学んだ後、14歳からマドリードで論理学、物理学、化学、薬学を学んだ。Migas Calientes植物園（現在のマドリード王立植物園）でカシミーロ・ゴメス・オルテガ（Casimiro Gómez Ortega）やAntonio Palau Verderaのもとで植物学を学んだ。
薬学の勉強を終える前に、植物採集探検の隊長に任じられた。フランスの医師、ジョセフ・ドンベイ（Joseph Dombey）が助手となり、薬学者、パヴォンもメンバーとなった。植物画家として Joseph Bonete と Isidro Gálvezが加わった。
探検隊は1777年にカディスを出航し、1778年4月にリマに到着し、10年間にわたってペルーやチリの各地の標本収集を行った。3,000種の植物を収集し、2,500の実物大の植物図が集められた。スペインに多くの植物を持ち帰った。ポルトガル沖で、輸送した船の一部が難破し、いくつかの資料は失われたが、植物の大部分はよい状態で1788年にカディスに到着し、マドリードの王立植物園に移植された。150の植物の新しい属と500の新種の植物を発見した。ルイスらが持ち帰った植物の中には、フジウツギ（quisoar　または Buddleja incana）があり、これは薬草として用いられることになった。
スペインに戻った後、薬学の勉強に戻り1790年に大学を卒業した。1794年に王立医学アカデミーの会員に選ばれた。ルイスとパヴォンは、10巻の『ペルーとチリの植物』（"Flora Peruviana et Chilensis"）を出版した。多くの植物版画が添付され、最初の4巻は1798年と1802年に出版され、残りの6巻ははルイスの死後出版された。『キナ学、キナの使用法』（"Quinología o tratado del árbol de la quina"）も執筆し、これはイタリア語、ドイツ語、英語に翻訳された。